# العنكبوت (كتاب)
كتاب العنكبوت هي رواية من أجمل الروايات التي كتبها الدكتور مصطفى محمود، وتدور فكرة الكتاب حول شخص يدعى راغب دميان، والذي سخَّر حياته ليثبت صحة نظريته التي تقول ان الإنسان يعيش ملايين السنين ويولد ملايين المرات، وفي كل مرة يكون لهُ اسم مختلف عن الذي قبله، ويعيش في مكان مختلف تماما عما قبله، مما جعله يقتل أكثر من شخص من بينهم خطيبته ليقوم بعمل تلك التجارب عليهم، إلى أن أدى به الحال أن قام بتجربة تلك التجارب على نفسهِ، وأدت في النهاية إلى موتهِ.

## اقتباسات من الكتاب
- “نحن في العادة لا نعترف إلا بما نراه ونلمسه، وهذا غرور، فما أقل ما نرى وما أقل ما ندرك في هذه الدُنيا”
- “إن الظلام والسكون والوحدة.. والأعصاب المتوترة.. يمكن أن تفعل بعقولنا الأفاعيل.”
- “إننا سجناء دقائق مفلسة يمكن أن نعيشها سنين خصبة إذا عرفنا كيف نخرج من أسرها لنحلق في أجواء ذلك العالم الآخر”
- “كل شئ باق.. لا شئ يضيع في هذه الدنيا.. وإنما هو يتحول ويتبعثر ويتشتت.”
- “إن الأصوات.. جميع الأصوات في هذا الكون لا تفنى.. وكل ألوان الطاقة يتحول الواحد منها إلى الآخر ولكنها لا تفنى.. الكهرباء تتحول إلى حركة والحركة إلى حرارة والحرارة إلى ضوء.”
- “إن ما يقوله المريض للطبيب سر حميم مثل الاعتراف الذي يقولهُ الخاطيء للقسيس ولا يصح إفشاؤه.”
- “هل نعرف نحن كل شئ في هذه الدنيا؟!..إن كل ما نعيشه بضع سنوات في زمن لا أول له ولا آخر.. ماذا نكون نحن في عمر الدنيا حتى ندعي الإحاطة بكل شيء!..هذهِ دنيا كلها طلاسم!!”
- “هذا الوش الذي أسمعه حينما أحرك مؤشر الراديو، قد لا يكون وشاً، قد يكون لغة أخرى لا أعرف شفرتها.”
- “وكذلك حالنا نحن العميان بالنسبة للمستقبل.. لا نصدق أنه يمكن أن نرى في الزمان كما نرى في المكان.. وأن التاريخ يمكن أن يتحول بالنسبة لنا إلى مسرح مرئي.. وأن مخنا بذرة لجهاز عجيب يمكن أن يستطلع الماضي ويرى ما حدث فيهِ رأى العين.”

## وصلات خارجية
- صفحة مصطفى محمود على موقع أبجد
- الفيلم الوثائقي العالم والايمان على اليوتيوب
- محمود تحميل كتب الدكتور مصطفى محمود كاملة pdf